# NGC 5498
NGC 5498 في الفهرس العام الجديد، هي مجرة، تقع في كوكبة العواء. اكتشفت في 9 مايو 1882 بواسطة إدوارد ستيفان.

## روابط خارجية
- NGC 5498 على موقع ويكي سكاي: DSS2, SDSS, GALEX, IRAS, Hydrogen α, X-Ray, Astrophoto, Sky Map, Articles and images